# Campeonato Catarinense de Futebol de 2001
O Campeonato Catarinense de Futebol de 2001 foi a 76ª edição do principal torneio de futebol de Santa Catarina e foi a primeira edição do torneio do Século XXI, sendo vencida pelo Joinville.

## Primeira Divisão

### Fórmula de Disputa
Dividido em 3 Fases:
Fase Classificatória (Torneio Seletivo) (Realizado em 2000): As piores colocadas da edição anterior uniram-se as melhores colocadas da Segunda Divisão do ano anterior totalizando 8 equipes. Estas jogaram entre si em turno e returno. As 4 melhores disputaram o Campeonato Catarinense em si. (Os dois melhores clubes do torneio seletivo disputaram uma final de 2 jogos por um título simbólico que valeu um troféu)
Fase Inicial: As 10 equipes jogaram entre si em turno e returno, sendo que ao final de cada turno, os pontos foram zerados. As vencedoras de cada turno se classificaram a fase final, recebendo 1 ponto de bônus na mesma.
Fase Final: Uniram-se aos campeões dos turnos as duas equipes que mais pontuaram na Fase Inicial(turno+returno). Essa fase foi disputada em forma de quadrangular final, onde as equipes jogaram entre si em turno e returno. As duas equipes com a maior pontuação jogaram uma final de 2 jogos. Na final, aquela que mais pontuou nessas duas partidas foi declarada Campeã Catarinense de 2001.
Nas fases eliminatórias, venceu o clube que somou mais pontos, independente do saldo de gols, caso houvesse empate, zerar-se-ia o placar e realizar-se-ia uma prorrogação de 30 minutos, se o empate persistisse, o clube com a melhor colocação do campeonato seria declarado o vencedor.

### Torneio Seletivo

#### Fase Inicial
| 1 | Tubarão            | 27 | 14 | 8 | 3 | 3  | 19 | 14 | +5  |
| 2 | Atlético Alto Vale | 25 | 14 | 7 | 4 | 3  | 27 | 14 | +13 |
| 3 | Kindermann         | 25 | 14 | 7 | 4 | 3  | 18 | 16 | +2  |
| 4 | Chapecoense        | 25 | 14 | 6 | 7 | 1  | 25 | 15 | +10 |
| 5 | Atlético Chapecó   | 18 | 14 | 5 | 3 | 6  | 22 | 22 | 0   |
| 6 | Joaçaba            | 18 | 14 | 5 | 3 | 6  | 13 | 14 | -1  |
| 7 | Brusque            | 9  | 14 | 2 | 3 | 9  | 17 | 25 | -8  |
| 8 | Lages              | 7  | 14 | 2 | 1 | 11 | 9  | 30 | -21 |
| PG - pontos ganhos; J - jogos; V - vitórias; E - empates; D - derrotas; GP - gols pró; GC - gols contra; SG - saldo de gols |                    |    |    |   |   |    |    |    |     |

|  |                              |
|  | Classificados à Fase Inicial |

Itálico: Classificados à Final do Torneio Seletivo

#### Final
O Tubarão jogou a partida de volta em casa por apresentar melhor pontuação na Fase Inicial do Torneio Seletivo.
| Campeão | Vice-Campeão       | Jogo 1 | Jogo 2 |
| ------- | ------------------ | ------ | ------ |
| Tubarão | Atlético Alto Vale | 1-1    | 1-0    |

### Fase Inicial

#### Turno
| 1 | Tubarão            | 20 | 9 | 6 | 2 | 1 | 17 | 10 | +7  |
| 2 | Figueirense        | 17 | 9 | 5 | 2 | 2 | 16 | 13 | +3  |
| 3 | Criciúma           | 15 | 9 | 4 | 3 | 2 | 20 | 13 | +7  |
| 4 | Joinville          | 14 | 9 | 4 | 2 | 3 | 15 | 13 | +2  |
| 5 | Avaí               | 14 | 9 | 4 | 2 | 3 | 9  | 8  | +1  |
| 6 | Inter de Lages     | 13 | 9 | 4 | 1 | 4 | 14 | 14 | 0   |
| 7 | Marcílio Dias      | 12 | 9 | 3 | 3 | 3 | 10 | 9  | +1  |
| 8 | Kindermann         | 11 | 9 | 3 | 2 | 4 | 16 | 16 | 0   |
| 9 | Atlético Alto Vale | 8  | 9 | 2 | 2 | 5 | 11 | 16 | -5  |
| 10 | Chapecoense        | 1  | 9 | 0 | 1 | 8 | 8  | 24 | -16 |
| PG - pontos ganhos; J - jogos; V - vitórias; E - empates; D - derrotas; GP - gols pró; GC - gols contra; SG - saldo de gols |                    |    |   |   |   |   |    |    |     |

#### Returno
| 1 | Criciúma           | 20 | 9 | 6 | 2 | 1 | 25 | 14 | +11 |
| 2 | Joinville          | 18 | 9 | 5 | 3 | 1 | 26 | 17 | +9  |
| 3 | Tubarão            | 15 | 9 | 4 | 2 | 3 | 15 | 12 | +3  |
| 4 | Figueirense        | 15 | 9 | 4 | 2 | 3 | 17 | 15 | +2  |
| 5 | Atlético Alto Vale | 11 | 9 | 3 | 2 | 4 | 15 | 22 | -7  |
| 6 | Marcílio Dias      | 11 | 9 | 2 | 5 | 2 | 12 | 11 | +1  |
| 7 | Inter de Lages     | 10 | 9 | 2 | 4 | 3 | 8  | 10 | -2  |
| 8 | Chapecoense        | 9  | 9 | 2 | 3 | 4 | 17 | 19 | -2  |
| 9 | Kindermann         | 9  | 9 | 2 | 3 | 4 | 12 | 17 | -5  |
| 10 | Avaí               | 5  | 9 | 1 | 2 | 6 | 8  | 18 | -10 |
| PG - pontos ganhos; J - jogos; V - vitórias; E - empates; D - derrotas; GP - gols pró; GC - gols contra; SG - saldo de gols |                    |    |   |   |   |   |    |    |     |

### Fase Final

#### Classificação Geral
| 1 | Criciúma           | 35 | 18 | 10 | 5 | 3  | 45 | 27 | +18 |
| 2 | Tubarão            | 34 | 18 | 10 | 4 | 4  | 32 | 22 | +10 |
| 3 | Joinville          | 32 | 18 | 9  | 5 | 4  | 41 | 30 | +11 |
| 4 | Figueirense        | 31 | 18 | 9  | 4 | 5  | 33 | 28 | +5  |
| 5 | Inter de Lages     | 23 | 18 | 6  | 5 | 7  | 22 | 24 | -2  |
| 6 | Marcílio Dias      | 23 | 18 | 5  | 8 | 5  | 22 | 20 | +2  |
| 7 | Kindermann         | 20 | 18 | 5  | 5 | 8  | 28 | 33 | -5  |
| 8 | Avaí               | 19 | 18 | 5  | 4 | 9  | 17 | 26 | -9  |
| 9 | Atlético Alto Vale | 19 | 18 | 5  | 4 | 9  | 26 | 38 | -12 |
| 10 | Chapecoense        | 10 | 18 | 2  | 4 | 12 | 25 | 43 | -18 |
| PG - pontos ganhos; J - jogos; V - vitórias; E - empates; D - derrotas; GP - gols pró; GC - gols contra; SG - saldo de gols |                    |    |    |    |   |    |    |    |     |

|  |                                                   |
|  | Classificados à Fase Final                        |
|  | Classicados à Fase Final por vencer um dos turnos |
|  | Rebaixamento ao Torneio Seletivo 2002             |

#### Quadrangular Final
| 1 | Joinville   | 12 | 6 | 3 | 3 | 0 | 15 | 6  | +9 |
| 2 | Criciúma*   | 10 | 6 | 2 | 3 | 1 | 12 | 11 | +1 |
| 3 | Tubarão*    | 6  | 6 | 1 | 2 | 3 | 7  | 15 | -8 |
| 4 | Figueirense | 5  | 6 | 1 | 2 | 3 | 6  | 8  | -2 |
| PG - pontos ganhos; J - jogos; V - vitórias; E - empates; D - derrotas; GP - gols pró; GC - gols contra; SG - saldo de gols |             |    |   |   |   |   |    |    |    |

* O Joinville foi o melhor naquele ano
*O Tubarão e o Criciúma ganharam 1 ponto extra por vencer 1 dos turnos.

#### Final
O Joinville jogou a partida de volta em casa pois apresentou pior pontuação no Campeonato inteiro (Quadrangular + Fase Inicial).
| Campeão   | Vice-Campeão | Jogo 1 | Jogo 2 |
| --------- | ------------ | ------ | ------ |
| Joinville | Criciúma     | 3-0    | 0-2    |

## Segunda Divisão

### Fórmula de Disputa
O campeonato foi dividido em 3 períodos:
Turno: As 16 equipes são divididas em 2 grupos, onde jogam entre si apenas os jogos de ida. As 4 equipes com a melhor pontuação de cada grupo são classificadas às Quartas de Final. Nas Quartas, as equipes com melhor pontuação jogaram a segunda partida em casa e aquelas que pontuaram mais nos dois jogos, independente do saldo de gols passaram para às semifinais com o mesmo sistema. Os clubes vitoriosos disputaram uma final de dois jogos e o clube que mais pontuou nesses foi o Campeão do Turno e classificou-se para a Fase Final.
Returno: Idêntico ao primeiro mas com os jogos de volta na fase de grupos.
Fase Final: Uniram-se aos campeões dos turnos as duas equipes com a maior pontuação no campeonato inteiro (turno+returno - Fase de Grupos apenas -). Foi disputada em sistema mata-mata, iniciando em semifinais e finalizando em uma final, ambas de 2 jogos. Caso o campeão do turno tenha sido o mesmo do returno, este se classificou diretamente para a final e os dois maiores pontuadores, excluindo o vencedor dos turnos, jogaram a semifinal e o vencedor desta enfrentou o vencedor.
Nas fases eliminatórias, venceu o clube que somou mais pontos, independente do saldo de gols, caso houvesse empate, zerar-se-ia o placar e realizar-se-ia uma prorrogação de 30 minutos, se o empate persistisse, o clube com a melhor colocação do campeonato seria declarado o vencedor.

### Turno

#### Fase de Grupos
Grupo A
| 1 | Atlético de Ibirama | 17 | 7 | 5 | 2 | 0 | 14 | 4  | +10 |
| 2 | Real                | 13 | 7 | 4 | 1 | 2 | 7  | 3  | +4  |
| 3 | Atlético Chapecó    | 11 | 7 | 3 | 2 | 2 | 11 | 8  | +3  |
| 4 | Águia do Vale       | 11 | 7 | 2 | 5 | 0 | 8  | 5  | +3  |
| 5 | Fraiburgo           | 11 | 7 | 3 | 2 | 2 | 10 | 8  | +2  |
| 6 | Joaçaba             | 7  | 7 | 2 | 1 | 4 | 7  | 13 | -6  |
| 7 | Guarani de Lages    | 3  | 7 | 1 | 0 | 6 | 8  | 14 | -6  |
| 8 | Camponovense        | 3  | 7 | 0 | 3 | 4 | 5  | 15 | -10 |
| PG - pontos ganhos; J - jogos; V - vitórias; E - empates; D - derrotas; GP - gols pró; GC - gols contra; SG - saldo de gols |                     |    |   |   |   |   |    |    |     |

Grupo B
| 1 | Brusque            | 14 | 7 | 4 | 2 | 1 | 13 | 9  | +4 |
| 2 | Caxias             | 13 | 7 | 4 | 1 | 2 | 17 | 9  | +8 |
| 3 | Camboriú           | 11 | 7 | 3 | 2 | 2 | 14 | 12 | +2 |
| 4 | Próspera           | 11 | 7 | 3 | 2 | 2 | 12 | 12 | 0  |
| 5 | Tupi               | 8  | 7 | 2 | 2 | 3 | 12 | 15 | -3 |
| 6 | Guarani de Palhoça | 8  | 7 | 2 | 2 | 3 | 9  | 12 | -3 |
| 7 | Tiradentes         | 7  | 7 | 2 | 1 | 4 | 6  | 9  | -3 |
| 8 | Catarinense        | 5  | 7 | 1 | 2 | 4 | 7  | 12 | -5 |
| PG - pontos ganhos; J - jogos; V - vitórias; E - empates; D - derrotas; GP - gols pró; GC - gols contra; SG - saldo de gols |                    |    |   |   |   |   |    |    |    |

#### Quartas de Final
| Time 1*          | Time 2              | Jogo 1 | Jogo 2 | Prorrogação |
| ---------------- | ------------------- | ------ | ------ | ----------- |
| Próspera         | Atlético de Ibirama | 2-1    | 0-2    | 0-2         |
| Fraiburgo        | Brusque             | 1-1    | 0-0    | 0-1         |
| Atlético Chapecó | Caxias              | 1-3    | 1-3    |             |
| Camboriú         | Real**              | 2-0    | 1-2    | 0-0         |

*As equipes citadas primeiramente tiveram a primeira partida jogada em casa, ou seja, tiveram pior aproveitamento na Fase Inicial. 

**Como houve empate de pontos, realizou-se uma prorrogação de 30 minutos com o placar zerado, como esta não resolveu o clube com melhor aproveitamento na fase inicial seguiu em frente. 

#### Semi-Finais
| Time 1* | Time 2              | Jogo 1 | Jogo 2 | Prorrogação |
| ------- | ------------------- | ------ | ------ | ----------- |
| Real    | Brusque**           | 0-0    | 1-1    | 0-0         |
| Caxias  | Atlético de Ibirama | 2-0    | 0-2    | 0-2         |

*As equipes citadas primeiramente tiveram a primeira partida jogada em casa, ou seja, tiveram pior aproveitamento na Fase Inicial. 

**Como houve empate de pontos, realizou-se uma prorrogação de 30 minutos com o placar zerado, como esta não resolveu o clube com melhor aproveitamento na fase inicial seguiu em frente. 

#### Final
O Brusque teve a partida de ida em casa pois apresentou pior pontuação na Fase de Grupos.
| Campeão             | Vice-Campeão | Jogo 1 | Jogo 2 |
| ------------------- | ------------ | ------ | ------ |
| Atlético de Ibirama | Brusque      | 2-2    | 3-1    |

### Returno
Grupo A
| 1 | Atlético Chapecó    | 17 | 7 | 5 | 2 | 0 | 26 | 6  | +20 |
| 2 | Fraiburgo           | 15 | 7 | 4 | 3 | 0 | 19 | 4  | +15 |
| 3 | Atlético de Ibirama | 13 | 7 | 4 | 1 | 2 | 15 | 7  | +8  |
| 4 | Águia do Vale       | 10 | 7 | 3 | 1 | 3 | 11 | 11 | 0   |
| 5 | Joaçaba             | 8  | 7 | 2 | 2 | 3 | 15 | 14 | +1  |
| 6 | Real                | 8  | 7 | 2 | 2 | 3 | 8  | 8  | 0   |
| 7 | Camponovense        | 6  | 7 | 2 | 0 | 5 | 9  | 28 | -19 |
| 8 | Guarani de Lages    | 1  | 7 | 0 | 1 | 6 | 2  | 27 | -25 |
| PG - pontos ganhos; J - jogos; V - vitórias; E - empates; D - derrotas; GP - gols pró; GC - gols contra; SG - saldo de gols |                     |    |   |   |   |   |    |    |     |

Grupo B
| 1 | Caxias             | 17 | 7 | 5 | 2 | 0 | 18 | 7  | +11 |
| 2 | Tiradentes         | 16 | 7 | 5 | 1 | 1 | 12 | 3  | +9  |
| 3 | Próspera           | 12 | 7 | 4 | 0 | 3 | 13 | 13 | 0   |
| 4 | Tupi               | 11 | 7 | 3 | 2 | 2 | 6  | 4  | +2  |
| 5 | Brusque            | 9  | 7 | 3 | 0 | 4 | 9  | 8  | +1  |
| 6 | Catarinense        | 8  | 7 | 2 | 2 | 3 | 11 | 10 | +1  |
| 7 | Guarani de Palhoça | 7  | 7 | 2 | 1 | 4 | 7  | 13 | -6  |
| 8 | Camboriú           | 0  | 7 | 0 | 0 | 7 | 3  | 21 | -18 |
| PG - pontos ganhos; J - jogos; V - vitórias; E - empates; D - derrotas; GP - gols pró; GC - gols contra; SG - saldo de gols |                    |    |   |   |   |   |    |    |     |

#### Quartas de Final
| Time 1*             | Time 2           | Jogo 1 | Jogo 2 |
| ------------------- | ---------------- | ------ | ------ |
| Águia do Vale       | Caxias           | 1-2    | 2-3    |
| Próspera            | Fraiburgo        | 2-2    | 0-3    |
| Tupi                | Atlético Chapecó | 5-2    | 5-5    |
| Atlético de Ibirama | Tiradentes       | 2-0    | 1-0    |

*As equipes citadas primeiramente tiveram a primeira partida jogada em casa, ou seja, tiveram pior aproveitamento na Fase Inicial.

#### Semi-Finais
| Time 1*   | Time 2              | Jogo 1 | Jogo 2 |
| --------- | ------------------- | ------ | ------ |
| Fraiburgo | Caxias              | 3-3    | 0-2    |
| Tupi      | Atlético de Ibirama | 0-2    | 0-3    |

*As equipes citadas primeiramente tiveram a primeira partida jogada em casa, ou seja, tiveram pior aproveitamento na Fase Inicial.

#### Final
O Caxias teve a partida de volta em casa pois apresentou melhor colocação na Fase de Grupos.
| Campeão             | Vice-Campeão | Jogo 1 | Jogo 2 |
| ------------------- | ------------ | ------ | ------ |
| Atlético de Ibirama | Caxias       | 5-0    | 2-2    |

### Fase Final

#### Classificação Geral da Fase de Grupos
Grupo A
| 1 | Atlético de Ibirama | 30 | 14 | 9 | 3 | 2  | 29 | 11 | +18 |
| 2 | Atlético Chapecó    | 28 | 14 | 8 | 4 | 2  | 37 | 14 | +23 |
| 3 | Fraiburgo           | 26 | 14 | 7 | 5 | 2  | 29 | 12 | +17 |
| 4 | Águia do Vale       | 21 | 14 | 5 | 6 | 3  | 19 | 16 | +3  |
| 5 | Real                | 21 | 14 | 6 | 3 | 5  | 15 | 11 | +4  |
| 6 | Joaçaba             | 15 | 14 | 4 | 3 | 7  | 22 | 27 | -5  |
| 7 | Camponovense        | 9  | 14 | 2 | 3 | 9  | 14 | 43 | -29 |
| 8 | Guarani de Lages    | 4  | 14 | 1 | 1 | 12 | 10 | 41 | -31 |
| PG - pontos ganhos; J - jogos; V - vitórias; E - empates; D - derrotas; GP - gols pró; GC - gols contra; SG - saldo de gols |                     |    |    |   |   |    |    |    |     |

Grupo B
| 1 | Caxias             | 30 | 14 | 9 | 3 | 2 | 35 | 16 | +19 |
| 2 | Brusque            | 25 | 14 | 7 | 2 | 5 | 22 | 17 | +5  |
| 3 | Próspera           | 25 | 14 | 7 | 2 | 5 | 25 | 15 | 0   |
| 4 | Tiradentes         | 23 | 14 | 7 | 2 | 5 | 18 | 12 | +6  |
| 5 | Tupi               | 19 | 25 | 5 | 4 | 5 | 18 | 19 | -1  |
| 6 | Guarani de Palhoça | 15 | 14 | 4 | 3 | 7 | 16 | 25 | -9  |
| 7 | Catarinense        | 13 | 14 | 3 | 4 | 7 | 18 | 22 | -4  |
| 8 | Camboriú           | 11 | 14 | 3 | 2 | 9 | 17 | 33 | -16 |
| PG - pontos ganhos; J - jogos; V - vitórias; E - empates; D - derrotas; GP - gols pró; GC - gols contra; SG - saldo de gols |                    |    |    |   |   |   |    |    |     |

|  |                                                            |
|  | Classificados à Fase Final                                 |
|  | Classicado à Final da Fase Final por vencer os dois turnos |

O Atlético de Ibirama se classificou diretamente à Final do Campeonato pois venceu os dois turnos, assim os dois clubes com as melhores campanhas joram uma semifinal e o vencedor dessa enfrentou o Atlético.

#### Semi-Final
| Time 1*  | Time 2           | Jogo 1 | Jogo 2 | Prorrogação |
| -------- | ---------------- | ------ | ------ | ----------- |
| Caxias** | Atlético Chapecó | 3-2    | 2-4    | 0-0         |

*A equipe citada primeiramente teve a primeira partida jogada em casa, ou seja, teve pior aproveitamento na Classificação Geral. 

**Como houve empate de pontos, realizou-se uma prorrogação de 30 minutos com o placar zerado, como esta não resolveu o clube com melhor aproveitamento na fase inicial seguiu em frente. 
O Caxias teve a partida de ida em casa pois apresentou pior pontuação na Classificação Geral.
| Campeão             | Vice-Campeão | Jogo 1 | Jogo 2 | Prorrogação |
| ------------------- | ------------ | ------ | ------ | ----------- |
| Atlético de Ibirama | Caxias       | 1-2    | 2-0    | 1-0         |

### Acessos
Acesso à Divisão Principal 2002
- Atlético de Ibirama

Acesso ao Torneio Seletivo 2002
- Caxias
- Atlético Chapecó
- Tiradentes
- Águia do Vale*

*Naturalmente o classificado seria o Brusque, porém esse desistiu e o Águia do Vale tomou o seu lugar

## Campeão Geral
| Campeonato Catarinense de 2001 |
| ------------------------------ |
| Joinville 12º Título           |